# Slobodna Francuska
Slobodna Francuska (francuski: France libre) ili Slobodne francuske snage (francuski: Forces françaises libres) bio je naziv za Francuski pokret otpora, dio Francuza koji je nastavio borbu protiv Trećega Reicha nakon francuske kapitulacije. Nasuprot njima stajala je Višijska Francuska koja je nakon završetka rata osuđena kao izdajnička ili kolaboracionistička država.

## Naziv
Nerijetko se pod nazivom Slobodna Francuska ili Slobodne francuske snage misli samo na Charlesa de Gaullea i njegov pokret otpora, no ovim imenom nazivaju se i snage pod zapovjedništvom Henrija Girauda, koji nije imao nikakve povezanosti s De Gaulleom. Ukratko, ovo se ime može dati svim oružanim jedinicama koje se povezuju s francuskim oslobodilačkim ratom protiv sila Osovine u vrijeme Drugog svjetskog rata. 

## Nastanak
Nakon kratke bitke za Francusku i nakon Pétainovih pregovora s Hitlerom oko mira i stvaranja Slobodne Francuske, Charles de Gaulle je preko radija BBC-a objavio apel kojim poziva sve Francuze na borbu protiv okupatora. Dana 25. lipnja 1941. pregovori su završili i stvorena je Višijska Francuska kojoj je na čelu bio Philippe Pétain. U odsutnosti je De Gaulle osuđen na smrt na Vrhovnom sudu Višijske Francuske zbog "veleizdaje". De Gaulle je u inozemstvu okupio francuske kolonijalne snage i jedinice Francuske legije stranaca. U početku su kolonisti činili većinu Slobodnih francuskih snaga, no poslije čine 65 posto De Gaulleovih pripadnika pokreta otpora.